# Вулиця Глибочанська (Тернопіль)
Вулиця Глибочанська — вулиця в мікрорайоні «Пронятин» міста Тернополя.

## Відомості
Вулиця була приєднана до Тернополя як частина села Пронятин у 1985 році. Розпочинається від вулиці Мирної, пролягає на північ, згодом — на північний захід, де і закінчується. На вулиці розташовані виключно приватні будинки.